# 1450
سنة 1450 كانت سنة بسيطة تبدأ يوم الخميس (الرابط يظهر نموذج التقويم الكامل للسنة) من التقويم اليولياني.

## مواليد
- بيير سوديريني
- جون كابوت

## وفيات
- 8 أبريل: سيجونغ العظيم، ملك سلالة جوسون الكورية الرابع (ولد 1397).
- 9 مايو: عبد اللطيف بن أولوغ بيك، حفيد تيمورلنك وحاكم بلاد ماوراء النهر.